# Романова, Светлана Валентиновна
Светлана Валентиновна Романова (13 апреля 1966, Ярославль, СССР) российская артистка балета, прима-балерина театра «Кремлёвский балет» (1991—2004), Заслуженная артистка России (1995). Дипломант международной премии Benois de la Danse под патронажем ЮНЕСКО (1998).

## Биография
В начальной школе на нее обратил внимание руководитель студии художественной гимнастики. В 9 лет начала посещать хореографическую студию в Ярославском дворце молодёжи (бывший клуб «Гигант»). Первым педагогом была Любовь Николаевна Смирнова. В 10 лет, благодаря Любови Николаевне, поступила в Московскую государственную академию хореографии. Ее взяла к себе в класс Софья Николаевна Головкина, народная артистка СССР, профессор, ректор академии. В 1984 году выпустилась из академии с пятеркой по основному предмету. Поступили приглашения из Большого театра, Московского академического музыкального театра К. С. Станиславского и В. И. Немировича-Данченко. Однако из-за отсутствия московской прописки переехала в Белоруссию, где поступила на работу в Минский театр оперы и балета. Ее педагогом в театре стала заслуженная артистка РСФСР (1973) Нина Николаевна Дьяченко. Прошла путь в театре от артистки до ведущей балерины.
В 1990 году была приглашена художественным руководителем Андреем Петровым в молодой театр «Кремлёвский балет». Работала в труппе под руководством народных артистов СССР Екатерины Максимовой и Владимира Васильева. Дебютировала в 1991 году в роли Авроры в балете «Спящая красавица» и в роли леди Макбет из двухактного спектакля «Макбет» в постановке Владимира Васильева. С 1993 по 2005 год — прима-балерина Государственного Театра «Кремлёвский балет».
Исполняла ведущие партии в классических балетах: Одетта- Одилия («Лебединое озеро»), Китри, уличная танцовщица, повелительница дриад («Дон Кихот»), Аврора, Фея Сирени («Спящая красавица»), Леди Макбет («Макбет»), Жизель, Мирта («Жизель»), Зарема («Бахчисарайский фонтан»), Мари («Щелкунчик»), Коппелия («Коппелия»), главная героиня в спектакле «Привал кавалерии» и др.
В 1995 году получила звание Заслуженной артистки России.
В 1998 году стала дипломантом приза «Benois de la dance»
В 2000 году с отличием закончила Московскую академию хореографии как педагог-репетитор, а в 2010 году там же получила диплом хореографа.
С 2000 года назначена на должности педагога-репетитора, ассистента балетмейстера театра «Кремлёвский балет». Занималась подготовкой «Дягилевских сезонов XXI века» вместе с советским и российским солистом балета, театральным режиссёром и продюсером, народным артистом РФ Андрисом Лиепой. В рамках проекта возобновила балеты «Шахерезада», «Шопениана», «Петрушка» (хореография М. Фокина), «Болеро» (хореография Б. Нижинской), «Баядерка» М. Петипа в театре «Кремлёвский Балет». В качестве ассистента балетмейстера возобновляет спектакли из репертуара «Дягилевских сезонов» в Минске, Тбилиси, Санкт-Петербурге, Москве.
Работала с известными балетмейстерами Валентином Елизарьевым, Андреем Петровым, Юрием Григоровичем, Жан-Кристофом Блавьером, в качестве ассистента хореографа с Уэйном Иглингом, Андрисом Лиепой, Патриком де Бана и др.
Прошла несколько уровней по программе «Института Пилатес Россия».
В 2013 году стала художественным руководителем Дома танца Культурного центра ЗИЛ.